# Singa semiatra
Singa semiatra is een spinnensoort in de taxonomische indeling van de wielwebspinnen (Araneidae).
Het dier behoort tot het geslacht Singa. De wetenschappelijke naam van de soort werd voor het eerst geldig gepubliceerd in 1867 door Ludwig Carl Christian Koch.